# Fachhochschulbibliothek
Fachhochschulbibliothek (Abkürzung FHB) ist an einigen Fachhochschulen der Begriff für eine Bibliothek als zentrale Infrastruktureinrichtung mit einem vielfältigen Informations- und Dienstleistungsangebot. An zahlreichen Fachhochschulen wird stattdessen der Begriff Bibliothek oder Zentralbibliothek verwendet. Aufgrund der zunehmenden Forschungsaktivitäten der Fachhochschulen sind die Leistungen zunehmend mit denen der Universitätsbibliotheken vergleichbar. Die Bibliotheken an Fachhochschulen haben sich inzwischen zu einem wichtigen Bestandteil der wissenschaftlichen Literaturversorgung entwickelt und sind Dienstleister auf dem Sektor Information im Hochschulbereich.
Sie beschafft und erschließt gedruckte und elektronische Medien sowie Fachinformationen zu allen an der Fachhochschule vertretenen Fachgebieten und stellt diese gemäß den Anforderungen von Forschung, Lehre und Studium zur Verfügung. Sie unterstützt und fördert den Zugang zu wissenschaftlicher Information und das lebenslange Lernen, indem sie ihr Angebot in der Regel auch allen interessierten Nutzern aus der Region zur Verfügung stellt. Mitunter besteht auch ein Zugang der allgemeinen Öffentlichkeit. Die Größe der Bestände ist sehr unterschiedlich.

## Hauptaufgaben
Die Aufgabe einer Hochschulbibliothek besteht vor allem in der Literatur- und Informationsversorgung der Hochschulangehörigen. Für den Informationsbedarf steht absolute Aktualität im Vordergrund. Mit laufender Zunahme der praxisbezogenen Forschung an den Fachhochschulen werden zudem immer mehr spezielle wissenschaftliche Informationen benötigt. Wissensmanagement, Informationsmanagement und Vermittlung von Informationskompetenz („Teaching Library“) sind ebenfalls wichtige Aufgaben.
Die Bibliothek ist auch ein Lernort. Daher findet man eine fast durchgehende Freihandaufstellung und eine Vielzahl unterschiedlicher Benutzerarbeitsplätze vor (Gruppenarbeitsräume, Carrels, PC-Arbeitsplätze, WLAN-Zugang).

## Organisationsstruktur
Fachhochschulbibliotheken sind nachfrageorientierte Informationseinrichtungen mit kurzem Geschäftsgang, flachen Hierarchien und einer ausgeprägten Benutzerorientierung. „Allround-Mitarbeiter“, deren Arbeitsbereich nur mehr schwerpunktmäßig gelagert ist und die Einbindung nahezu jeden Mitarbeiters in benutzungsbezogene Dienstleistungen sind für Bibliotheken an Fachhochschulen typisch. Ebenfalls spezifisch ist die intensive Kooperation mit anderen Bibliotheken, z. B. im EDV-Bereich, bei gemeinsamen Projekten, in Erwerbungskonsortien, mit dem jeweiligen Bibliotheksverbund, bei der Online-Fernleihe etc. Outsourcing von Dienstleistungen ist vor allem im Erwerbungs- und im EDV-Bereich häufig anzutreffen.

## Dienstleistungsangebot
- Bedarfsgerechtes Medienangebot

Aufbau, Entwicklung und Pflege des Medienangebots – unabhängig von der physischen Form (elektronische und herkömmliche Informationsträger)
Planung für den gegenwärtigen und zukünftigen wissenschaftlichen Informationsbedarf
- Bereitstellung gedruckter und elektronischer Medien und Informationen

Vollständige Erfassung des Bestandes im Bibliothekskatalog („Katalogisierung“)
Inhaltliche Erschließung des Gesamtbestandes nach einheitlichen Grundsätzen („Sacherschließung“)
Übersichtliche Präsentation und Aufstellung des Bestandes
Angebot elektronischer Zeitschriften
Angebot von Datenbanken für wissenschaftliche Literaturrecherchen
Sammeln und Verzeichnen von Publikationen der Hochschule
Ausleihe
Fernleih- und Dokumentlieferdienste
Individuelle Literatur-Profildienste (z. B. Gateway Bayern)
Qualitätsgeprüfte Links zu weltweiten elektronischen Informationsquellen
- Beratungs- und Schulungsangebote

Auskunft und Beratung – persönlich, telefonisch und schriftlich
Einführungen in die Bibliotheksbenutzung und Bibliotheksführungen
Einführungen in die Benutzung des lokalen Bibliothekskatalogs für die Suche nach vorhandener Literatur
Bibliothekspädagogische Veranstaltungen (Schulungen) zur Vermittlung von Informationskompetenz